# Tinodes timotii
Tinodes timotii är en nattsländeart som beskrevs av Malicky 1998. Tinodes timotii ingår i släktet Tinodes och familjen tunnelnattsländor. Inga underarter finns listade i Catalogue of Life.